# Polícia Militar de Pernambuco
A Polícia Militar de Pernambuco (PMPE) tem por função primordial o policiamento ostensivo e a preservação da ordem pública no Estado de Pernambuco. Ela é a Força Auxiliar e Reserva do Exército Brasileiro, integra o Sistema de Segurança Pública e Defesa Social do Brasil e é um órgão operativo da Secretaria de Defesa Social (SDS). Seus integrantes são denominados militares (Artigo 42 da Constituição brasileira de 1988, assim como os membros do Corpo de Bombeiros Militar do Estado de Pernambuco.

## Histórico

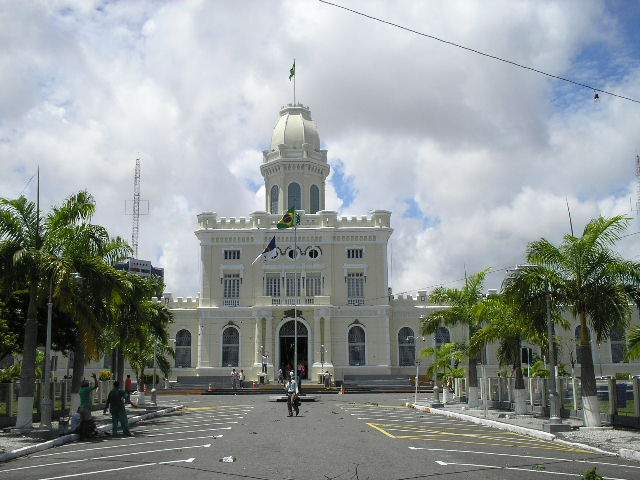
Quartel do Derby, no Recife.

A Polícia Militar de Pernambuco possui origem no Corpo de Polícia criado pelo Imperador D. Pedro I em 1825 (Decreto Imperial, de 11 de junho de 1825). Esse Corpo surgiu em decorrência da Confederação do Equador, movimento republicano revolucionário ocorrido em Pernambuco em 1824, e sufocado pelo Brigadeiro Lima e Silva, que atingiu as Províncias da Paraíba, Ceará e Rio Grande do Norte; cujos revolucionários foram derrotados e vários executados, dentre eles o pernambucano Frei Caneca. Esse Corpo de Polícia era composto de um efetivo inicial de trezentos e vinte homens, organizados em um estado-maior, uma companhia de cavalaria e duas de infantaria.
Seu primeiro quartel era sediado no Pátio do Paraíso, no Recife, onde hoje passa a Avenida Dantas Barreto. O primeiro comandante-geral foi o tenente-coronel do Exército, Antônio Maria da Silva Torres. Contudo, há documentação comprobatória da assunção no cargo de comandante em 18 de agosto de 1822, do Capitão José de Barros Falcão de Lacerda; bem como, de referência à existência de uma polícia, em um contrato datado de 23 de agosto de 1636, de Maurício de Nassau com a Companhia das Índias Ocidentais.

## Surgimento das Polícias Militares
O surgimento das policias militares brasileiras deu-se em Minas Gerais, onde já havia uma estrutura de força militar com funções semelhantes às de policiamento e controle social desde o período colonial. Em 1775, uma reorganização militar na capitania, com a criação do Regimento Regular de Cavalaria de Minas (RRCM), que é a célula mater da Polícia Militar de Minas Gerais (PMMG),  resultou na substituição dos antigos terços por corpos auxiliares organizados em regimentos. Esse novo corpo atuava em atividades internas como patrulhamento e repressão, sendo empregado principalmente na proteção do escoamento do ouro pelas estradas reais até o litoral brasileiro e na preservação da ordem pública na capitania de Minas Gerais. Assim, marcando essa organização militar como uma das mais antigas expressões de força policial estruturada no Brasil, anterior ainda à criação da Guarda Real de Polícia no Rio de Janeiro em 1809. Portanto, a Polícia Militar de Minas Gerais é a polícia militar mais antiga do Brasil. A legislação imperial registra, ainda, a criação de outros corpos policiais nas províncias, como em 1818 no Pará, em 1820 no Maranhão, em 1825 na Bahia e em Pernambuco, e em 1834 no Espírito Santo.